# Leliv
Leliv (ukránul: Лелів), oroszos változatban Lelev (oroszul: Лелев) egykori falu Ukrajna Kijevi területén, a Csernobili atomkatasztrófa után felállított és kitelepített 30 km-es zónában, melyet a közelében található sok másik településsel egyetemben a nagymértékű radioaktív kihullás miatt kitelepítettek. Jelenleg Lelevnél található a belső, 10 km-es sugarú zóna ellenőrzőpontja. Az áthaladó gépjárműveket az ukrán hadsereg őrszolgálatra beosztott fegyveres katonái állítják meg és csak a megfelelő papírokkal rendelkező személyek léphetnek be a belső zónába. Kifelé menet pedig megmérik minden kilépő személynek a Zónában elszenvedett sugárterhelésének szintjét, illetve a gépjárművek sugárszennyezettségét is.

## Története
Első írásos említése 1648-ból származik. Ekkor a faluban 27 porta volt. 1832-ig az ovrucsi bazilita kolostor birtokaihoz tartozott. 1887-ben már 480, 1900-ban 631 lakosa volt. 
A csernobili atomerőmű-baleset után a faluból közel ezer főt telepítettek ki. Őket a Varisivkai járásban található Nedra faluba költöztették. A települést 1999-ben törölték az ukrán közigazgatási nyilvántartásból.

## Külső hivatkozások
- A lelevi ellenőrzőpont
- Műholdas felvétel az ellenőrzőpontról